# Acletoxenus indicus
Acletoxenus indicus es una especie de mosca del género Acletoxenus indicus, de la familia Drosophilidae, orden Diptera. Fue descrita por Malloch en 1929.
Se distribuye por Asia: China. La larva de Acletoxenus indicus es de color blanco, aunque con el cambio de etapas su colocar varía a verde y generalmente se mantiene inactiva debido a que la colonia le suministra el alimento necesario hasta alcanzar la etapa de madurez.